# Ileodictyon
Ileodictyon — рід грибів родини Phallaceae. Назва вперше опублікована 1844 року.

Гриб - один з найпоширеніших представників родини Phallaceae в Австралії і досить унікальний за структурою: він схожий на білу клітку. Гриб - один із небагатьох, який часто відривається від своєї основи.

## Галерея

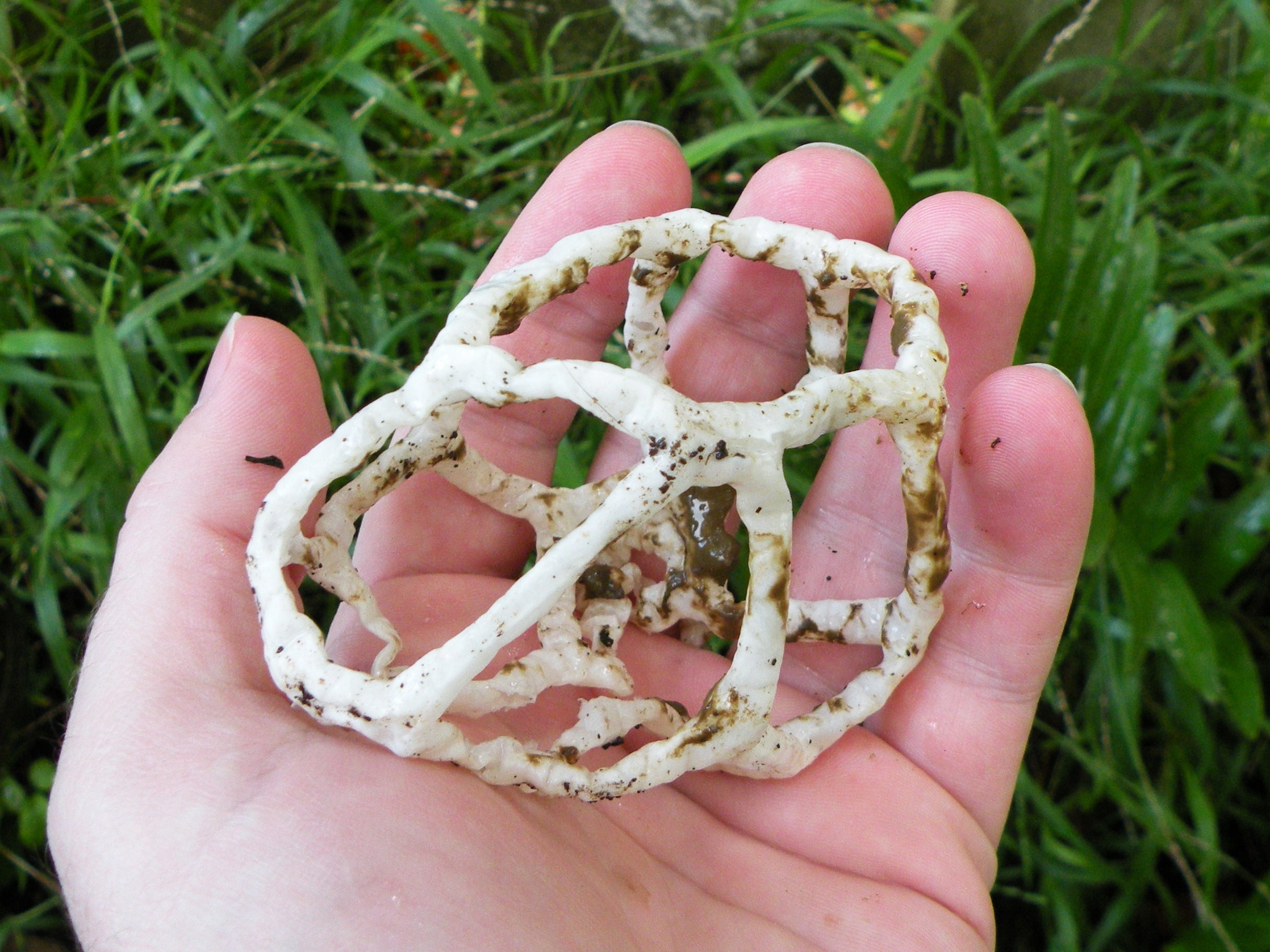
Ileodictyon cibarium
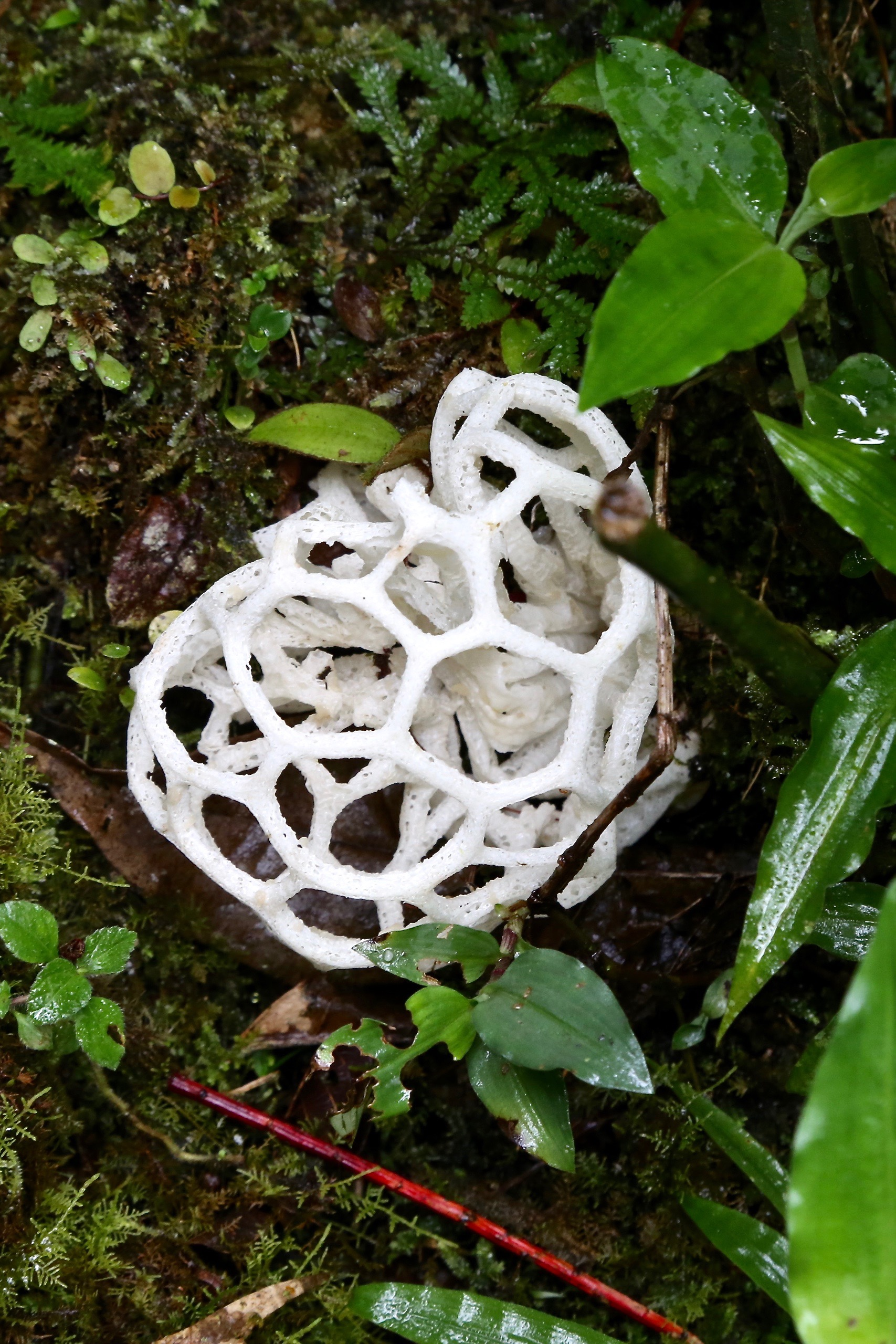
Ileodictyon cibarium
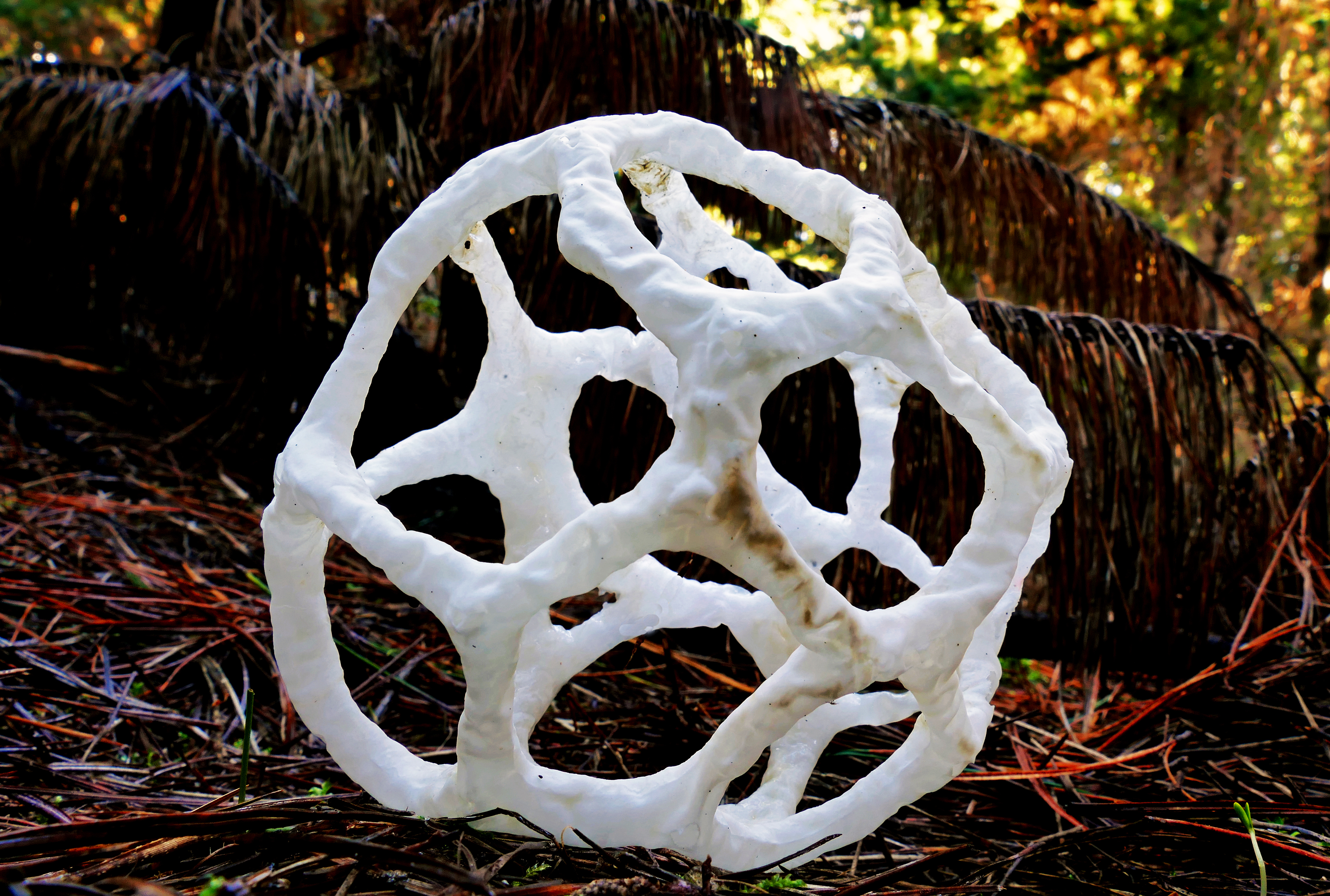